# Molka Ben Mabrouk
Molka Ben Mabrouk, née le 17 septembre 2003, est une boxeuse tunisienne.

## Carrière
Molka Ben Mabrouk est médaillée de bronze dans la catégorie des moins de 75 kg aux Jeux panarabes de 2023 à Alger, ainsi que médaillée d'argent dans la même catégorie aux Jeux africains de 2023 à Accra.